# Schisacusis
Schisacusis - lub schizacousis tzw. słyszenie rozszczepienne, termin stosowany w audiologii służący do określenia charakterystycznej rozbieżności pomiędzy słyszeniem tonów czystych w audiometrii tonalnej a rozumieniem mowy w audiometrii mowy, które jest nieproporcjonalnie gorsze. Zjawisko występuje charakterystycznie w guzach nerwu przedsionkowo-ślimakowego.